# ActiveJet Team/2014
Deze pagina geeft een overzicht van de ActiveJet Team-wielerploeg in 2014.

## Renners
| Naam                 | Geboortedatum     | Nationaliteit | Ploeg 2013          |
| -------------------- | ----------------- | ------------- | ------------------- |
| Łukasz Bodnar        | 10 mei 1982       | Polen         | Bank BGŻ            |
| Paweł Brylowski      | 29 juni 1989      | Polen         | Bank BGŻ            |
| Sławomir Chrzanowski | 1 juni 1991       | Polen         | Neo                 |
| Konrad Dąbkowski     | 16 februari 1989  | Polen         | BDC-Marcpol Team    |
| Jesús Ezquerra       | 30 september 1990 | Spanje        | Leopard-Trek CT     |
| Paweł Franczak       | 7 oktober 1991    | Polen         | Team Wibatech-Brzeg |
| Mario Gonzalez       | 6 juni 1992       | Spanje        | Neo                 |
| Tomasz Mickiewicz    | 10 maart 1994     | Polen         | Team Wibatech-Brzeg |
| David Muntaner       | 12 juli 1983      | Spanje        | Neo                 |
| Arakdiusz Owsian     | 10 september 1993 | Polen         | Neo                 |
| Emanuel Piaskowy     | 2 maart 1991      | Polen         | Neo                 |
| Michał Podlaski      | 3 mei 1988        | Polen         | Bank BGŻ            |

## Overwinningen
| Wedstrijd                                           | Datum            | Categorie | Winnaar          |
| --------------------------------------------------- | ---------------- | --------- | ---------------- |
| Wereldkampioenschap ploegkoers, Baan                | 2 maart 2014     | WK        | David Muntaner   |
| 2e etappe Memorial im. J. Grundmanna J. Wizowskiego | 22 juni 2014     | 2.2       | Konrad Dąbkowski |
| 1e etappe Koers van de Olympische Solidariteit      | 2 juli 2014      | 2.2       | Konrad Dąbkowski |
| Beker van de Subkarpaten                            | 17 augustus 2014 | 1.2       | Paweł Franczak   |
| Puchar Ministra Obrony Narodowej                    | 23 augustus 2014 | 1.2       | Konrad Dąbkowski |

2014 · 2015 · 2016